# Atractus nasutus
Atractus nasutus – gatunek węża z rodziny połozowatych (Colubridae), występujący endemicznie w Kolumbii.

## Systematyka
Gatunek ten został opisany w 2009 roku przez Paulo Passosa, Juana C. Arredondo, Ronaldo Fernandesa i Johna D. Lyncha na podstawie holotypu (samiec o oznaczeniu CSJ 561) zebranego w Vereda La Lana (6°26′52″N 75°36′26″W/6,447778 -75,607222), w departamencie Antioquia na wysokości około 2600 m n.p.m. w 1954 roku przez Hermano Daniela. Autorzy nadali mu nazwę Atractus nasutus.

### Etymologia
- Atractus: gr. ατρακτος atraktos „wrzeciono, strzała”[5].
- nasutus: łac. nasus nos – o dużym nosie[6].

## Występowanie
Gatunek ten występuje w północnej części Kordyliery Środkowej w zachodniej Kolumbii, od Sonsón do La Unión w departamencie Antioquia w zakresie wysokości 2100–2600 m n.p.m.

## Morfologia
Jest to małej wielkości wąż o małej głowie, której szerokość jest podobna do szerokości szyi, i małych oczach. Górne części ciała są czerwonobrązowe. Na karku jaśniejszy pas. Brzuch jest kremowobrązowy.
Wymiary:
|                          | Samiec   |
| Długość całkowita (mm)   | 199      |
| Długość SVL (mm)         | 176      |
| Łuski brzuszne           | 130      |
| Łuski grzbietowe (rzędy) | 17/17/17 |
| Tarczki podogonowe       | 23       |

## Ekologia
Brak informacji o habitacie i diecie tego gatunku.

## Status
W Czerwonej księdze gatunków zagrożonych IUCN Atractus nasutus jest klasyfikowany jako gatunek niedostatecznie rozpoznany (DD, ang. Data Deficient).